# Abschnittsbefestigung Heiligkreuz
Die Abschnittsbefestigung Heiligkreuz ist eine abgegangene mittelalterliche Höhenburg (Abschnittswall) bei 565 m ü. NHN auf einem dreiseitig steil abfallenden Geländevorsprung oberhalb der Alz im heutigen Trostberger Stadtteil Heiligkreuz, im Landkreis Traunstein in Bayern. Die Anlage wird als Bodendenkmal unter der Aktennummer D-1-7941-0209 im Bayernatlas als „verebnete Abschnittsbefestigung des frühen Mittelalters“ geführt. 
Von der weitgehend eingeebneten und durch die Ortschaft überbaute Burganlage sind nur noch geringe Wall- und Grabenreste erhalten. 